# Замок Эннискиллен
Замок Эннискиллен (англ. Enniskillen) — североирландский замок XV века. Он находится в графстве Фермана в Северной Ирландии.

## История замка
Замок был построен в начале XV веке Хью Магвайром. Точная дата постройки неизвестна, первое упоминание замка в исторических источниках относится к 1439 году — в анналах Ольстера. Владелец замка умер в 1428 году, вскоре после возвращении из паломничества к святыням Святого Иакова в Испании.